# Nagypaka
Nagypaka (szlovákul Veľká Paka) község Szlovákiában, a Nagyszombati kerületben, a Dunaszerdahelyi járásban.

## Fekvése
Somorjától 8 km-re keletre fekszik. Három részből tevődik össze, ezek Kispaka, Nagypaka és Csukárpaka.

## Története
1205-ben "Paka" néven említik először. 1367-ben "Ighazaspaka", 1388-ban "Eghazaspaka", 1493-ban "Naghpathaka" alakban említik az írott források. A pozsonyi vár tartozéka, majd a pozsonyi uradalom része. 1715-ben 15 adózója volt. 1828-ban 56 házában 408 lakos élt, akik főként mezőgazdasággal foglalkoztak.
A hozzá tartozó Csukárpakát 1275-ben "villa Paka de Chukar", 1421-ben "Chukarpathaka" alakban említik. Paka határában keletkezett a 13. században. A Csukárdy, majd a Földes család birtoka volt. 1715-ben malma, szőlőskertje és 21 háza volt. 1828-ban 33 házában 244 lakos élt. Lakói főként mezőgazdasággal foglalkoztak. 1940-ben egyesítették Nagypakával.
Kispaka 1493-ban "Paka" néven tűnik fel a forrásokban. Nemesi családok birtoka, a 16. századtól az éberhárdi uradalom része. 1715-ben 4 adózója volt. 1828-ban 20 házában 145 lakos élt. A mezőgazdasági jellegű települést 1940-ben csatolták Nagypakához.
Vályi András szerint "Nagy Páka. Magyar falu Poson Vármegyében, földes Ura Gróf Pálffy Uraság, egy nemes Kurián kivűl, fekszik Kis, és Nagy Léghi, Kis Páka, és Szászihoz is közel, számos, és hasznos földgye két nyomásbéli, egyéberánt mezein kivűl javai nem nevezetesek."
Fényes Elek szerint "Paka (Nagy és Kis), két egymáshoz közel fekvő magyar falu, Poson vmegyében, a Csalóközben, az első 41 kath., 3 evang., 1 ref., 3 zsidó lak. Kath. paroch. templommal; a második 129 kath., 1 ref., 2 zsidó lak. F. u. gr. Pálffy család seniorátusa. Ut. p. Somorja."
A trianoni békeszerződésig Pozsony vármegye Somorjai járásához tartozott. 1940-óta Csukárpaka és Kispaka tartozik hozzá.

## Népessége
| Év:            | 1994. | 2004.    | 2014.    | 2024.    |
| -------------- | ----- | -------- | -------- | -------- |
| Emberek száma: | 644   | 745      | 927      | 1062     |
| Eltérés:       |       | +15,68 % | +24,42 % | +14,56 % |

| Év:            | 2023. | 2024.   |
| -------------- | ----- | ------- |
| Emberek száma: | 1032  | 1062    |
| Eltérés:       |       | +2,90 % |

1910-ben 322, túlnyomórészt magyar anyanyelvű lakosa volt.
2001-ben 676 lakosából 376 magyar és 286 szlovák volt.
2011-ben 879 lakosából 373 magyar és 494 szlovák volt.
2021-ben 984 lakosából 359 (+20) magyar, 599 (+28) szlovák, 1 ruszin, 11 (+3) egyéb és 14 ismeretlen nemzetiségű volt.

## Neves személyek
- Csukárpakán született 1829-ben Földes Gyula 48-as honvéd, ügyvéd, országgyűlési képviselő.
- Itt született 1856-ban Steinherz Jakab székesfehérvári neológ főrabbi.

## Nevezetességei
- Szent László tiszteletére szentelt római katolikus temploma 1317-ben épült. 1689-ben átépítették.
- A Szent Kereszt kápolna 1830-ban épült.
- A településen több, 16. századi alapokon nyugvó egykori nemesi lakóház áll.